# Karol Irzykowski
Karol Irzykowski   (Błażkowa, Podkarpackie Voivodeship, 23 de gener de 1873 - Żyrardów, 2 de novembre de 1944), nom complet Karol Franciszek Irzykowski, fou un crític literari i de cinema polonès, poeta, novel·lista, dramaturg, teòric del cinema, traductor, i escaquista. Entre 1933-1939, a la Segona República Polonesa, va ser membre de la prestigiosa Acadèmia polonesa de literatura fundada pel decret del Consell de Ministres.

## Vida
Irzykowski provenia d'una família aristocràtica terratinent vinguda a menys. En 1889-93, va estudiar germanística a Lwów (Lemberg). En 1894-95, va treballar ocasionalment com a professor, però la seva tartamudesa li va impedir d'obtenir més feina en aquesta línia. A partir de 1895, va viure a Lwów i va treballar com a estenògraf parlamentari i judicial.
El 1903 va publicar una de les novel·les més originals d'aquella època, Pałuba. En aquest treball altament complex i avantguardista, va anticipar moltes innovacions realitzades per experimentalistes europeus moderns, com ara James Joyce, Virginia Woolf, William Faulkner o André Gide. La novel·la mai no ha estat traduïda, i a Polònia només es va apreciar realment en la segona meitat del segle xx. (Parts d'aquesta novel·la es van traduir a l'alemany després de la Segona Guerra Mundial).
El 1908 es va traslladar a Cracòvia, on va ocupar el càrrec d'estenògraf i corresponsal a l'oficina oficial de correspondència. Irzykowski va jugar en torneigs d'escacs a Lemberg i Cracòvia, i guanyar contra Kohn, von Popiel, Chajes i Ameisen, i contra Flamberg.
Després de la Primera Guerra Mundial, es va traslladar a Varsòvia, on va dirigir l'oficina de stenographic de Sejm (parlament). Irzykowski va ser col·laborador de Skamander, Wiadomości Literackie i en els anys 1921-1933 de Robotnik. Va portar la seva veu a moltes discussions sobre literatura. Va col·laborar amb una columna de teatre a la ràdio polonesa i al Rocznik Literacki, i va ser membre de l'Acadèmia Literària de Polònia. Al mateix temps, va fer classes d'estenografia (també en alemany) per guanyar-se la vida. Insurrecció de Varsòvia
Durant la Segona Guerra Mundial, va viure a Varsòvia. Durant l'aixecament de Varsòvia, va resultar ferit a una cama. Va ser ingressat a l'hospital de Girardów, però va morir a causa de les ferides el 2 de novembre de 1944.
El funeral va tenir lloc quatre dies després. Va començar amb una missa a l'Església de la Mare de Déu de la Consolació de Żyrardów; després el taüt es va portar al cementiri de Żyrardów, on fou sebollit a terra. Després d'uns anys, a iniciativa de la Unió d'Escriptors Polonesos, es va col·locar una làpida a la tomba. El 1981, gràcies als esforços de les seves filles, es van exhumar les restes de l'escriptor i es van traslladar al cementiri de Rakowicki a Cracòvia i es van col·locar en una tomba familiar.

## Creativitat
En l'era de la Jove Polònia va atreure molta atenció amb les seves novel·les Pałuba i Sny Marii Dunin (1903). A Pałuba va fer una anàlisi detallada i molt subtil de la lluita interna entre el conscient i el subconscient, i es va revelar com un mestre d'anàlisi psicològica. La paraula "palubizm", que significa la contradicció entre motius conscients i inconscients, s'ha convertit en un terme generalment acceptat. Sny Marii Dunin és un intent previ d'aplicar el mètode essencialment psicològic. La novel·la Pałuba va despertar en el seu moment un gran interès. També va presentar interessants exemples de problemes psicològics en les seves obres posteriors. Com a crític literari, era un analista subtil, amb tendències clarament sociològiques en els seus assajos crítics.

## Escacs
Irzykowski era un àvid jugador d'escacs. Un dels seus drames, Zwycięstwo ("Victòria"), té lloc en un tauler d'escacs. En els anys 1895 - 1914 va ser un dels principals jugadors d'escacs polonesos. Des de mitjans de 1908, va pertànyer als membres actius del Club d'Escacs de Cracòvia. Un dels seus assajos de 1921 s'anomena "Futurisme i escacs", polonès: Futuryzm a szachyen, en el qual es presenten moltes idees originals sobre el desenvolupament dels escacs. El 1939 va ser elegit membre del Consell Superior de Federació Polonesa d'Escacs. Durant la Segona Guerra Mundial va coorganitzar torneigs d'escacs clandestins.

## Obres selectes
- Pałuba (1903) novel·la
- Sny Marii Dunin [Els somnis de Maria Dunin] (1903) històries
- Dziesiąta Muza [La desena musa] (estudis sobre el tema del cinema, 1924)
- Walka o treść [La lluita pel contingut] (1929) un polèmica amb Stanisław Ignacy Witkiewicz
- Beniaminek (un pamflet contra Tadeusz Boy-Żeleński, 1933)
- Słoń wśród porcelany [Un elefant entre porcellana] (esbossos, 1934)